# デポルティーボ・サプリサ
デポルティーボ・サプリサ（スペイン語: Deportivo Saprissa）は、コスタリカの首都サンホセを本拠地とするサッカークラブである。

## 概要
リーグ優勝回数は国内最多。LDアラフエレンセ、CSエレディアーノと並び、コスタリカの強豪クラブの1つである。

## 歴史
1935年7月16日創設。
1948年のセグンダ・ディビシオンを制し、1949年にプリメーラ・ディビシオンに初参加。1952年に初優勝を果たした。1972年から1977年にかけては6連覇を達成した。
FIFAクラブ世界選手権2005に北中米カリブ海のクラブチーム代表として出場し3位になる。
2006年途中に、元スタープレイヤーのエルナン・メドフォード監督がコスタリカ代表の監督となったため、カンポスが監督となった。

## ライバル

### クラシコ・ナシオナル
LDアラフエレンセとの対戦はクラシコ・ナシオナル（es:Clásico Nacional）と呼ばれる。最初の対戦は1949年10月12日で、6-5でアラフエレンセが勝利した。

### クラシコ・デル・ブエン・フトボル
CSエレディアーノとの対戦はクラシコ・デル・ブエン・フトボル（es:Clásico del Buen Fútbol）と呼ばれる。最初の対戦は1949年10月30日で、5-3でサプリサが勝利した。

## タイトル

### 国内タイトル
- リーグ: 36回
  - 1952-53, 1953-54, 1957-58, 1962-63, 1964-65, 1965-66, 1967-68, 1968-69, 1969-70, 1972-73, 1973-74, 1974-75, 1975-76, 1976-77, 1977-78, 1982-83, 1988-89, 1989-90, 1993-94, 1994-95, 1997-98, 1998-99, 2003-04, 2005-06, 2006-07, INVIERNO 2007, VERANO 2008, INVIERNO 2008, VERANO 2010, VERANO 2014, INVIERNO 2014, INVIERNO 2015, INVIERNO 2016, 2018アペルトゥラ, 2020 クラウスラ, 2021クラウスラ

- コスタリカ・カップ：7回
  - 1950, 1960, 1963, 1970, 1972, 1976, 2013

- コスタリカ・スーパーカップ：2回
  - 1963, 1976

### 国際タイトル
- CONCACAF Central American Champions
  - 1970

- Fraternidad Centroamericana
  - 1972, 1973, 1978

- U.S. Camel Cup
  - 1985

- Copa del Torneo Grandes de Centroamérica
  - 1998

- CONCACAFチャンピオンズリーグ
  - 1993, 1995, 2005

## 現所属メンバー
注：選手の国籍表記はFIFAの定めた代表資格ルールに基づく。
| No. | Pos. |              | 選手名                       |
| --- | ---- | ------------ | ---------------------------- |
| 2   | MF   | コスタリカ   | クリスティアン・ボラーニョス |
| 4   | DF   | コスタリカ   | ケンダル・ワストン           |
| 5   | DF   | コスタリカ   | エステバン・エスピンドラ     |
| 8   | FW   | コスタリカ   | ダビド・グスマン             |
| 10  | MF   | コスタリカ   | マルビン・アングロ           |
| 11  | MF   | コスタリカ   | ミチャエル・バランテス       |
| 12  | DF   | コスタリカ   | リカルド・ブランコ           |
| 13  | GK   | コスタリカ   | アーロン・クルス             |
| 14  | FW   | コスタリカ   | アリエル・ロドリゲス         |
| 15  | MF   | パナマ       | ジョナタン・マルティネス     |
| 18  | FW   | コスタリカ   | ルイス・スチュアート・ペレス |
| 20  | MF   | アルゼンチン | マリアーノ・トーレス         |

| No. | Pos. |            | 選手名                     |
| --- | ---- | ---------- | -------------------------- |
| 21  | MF   | コスタリカ | エステバン・ロドリゲス     |
| 22  | GK   | コスタリカ | アレハンドロ・ゴメス       |
| 24  | FW   | コスタリカ | オーランド・シンクレア     |
| 26  | FW   | コスタリカ | ダニエル・コリンドレス     |
| 29  | DF   | コスタリカ | ルイス・ホセ・エルナンデス |
| 32  | DF   | コスタリカ | アレクサンダー・ロビンソン |
| 33  | MF   | コスタリカ | ジェイロン・ハッデン       |
| 34  | DF   | コスタリカ | ワルテル・コルテス         |
| 36  | MF   | コスタリカ | ジャスティン・テレリア     |
| 39  | FW   | コスタリカ | ヨルディ・エバンス         |
| 41  | FW   | コスタリカ | ワーレン・マドリガル       |
| 52  | DF   | コスタリカ | オーブリー・デイヴィッド   |
| 80  | MF   | コスタリカ | ジミー・マリン             |

## 歴代監督
- アレシャンドレ・ギマラエス 1997-1999, 1999-2000, 2011-2012
- ルイス・ガルシア
- カルロス・ワトソン
- フリオ・セサル・コルテス
- ホルヘ・マリオ・オルギン
- ヴァルデイル・ヴィエイラ 2000-2001
- エルナン・メドフォード・ブライアン 2003-2006
- ヘアウスティン・カンポス・マドリス 2006-2009

## 歴代所属選手
- フェルナンド・エルナンデス
- アレシャンドレ・ギマラエス
- ロナルド・ゴメス
- マリオ・コルデロ 1950
- アロンソ・ソリス
- ロランド・フォンセカ
- エドガル・マリン 1970
- アウバロ・ムリーリョ
- エルナン・メドフォード・ブライアン 1987-2003
- マウリシオ・ライト
- ギジェルモ・レオン
- マルヴィン・ロドリゲス

- マルコ・アントニオ・ロハス
- ロイ・マイヤース
- エリック・ロニス
- ロナルド・ゴンザレス
- アレハンドロ・セケイラ
- クリスティアン・ボラーニョス
- ワルテル・"パテ"・センテーノ
- ガブリエル・バディージャ
- ホセ・フランシスコ・ポラス
- アルバロ・サボリオ
- ケイロル・ナバス 2005-2010